# GP Région Wallonne 2014
De 15e editie van de GP Région Wallonne werd op 16 november 2014 gehouden op en rond het circuit van Spa-Francorchamps. De wedstrijd maakte deel uit van de Superprestige veldrijden 2014-2015. In 2013 won de Duitser Marcel Meisen, toen nog in de gemeente Dottenijs. Deze editie werd gewonnen door de Belg Kevin Pauwels, die de leiding in het klassement overnam van Sven Nys.

## Mannen elite

### Uitslag
| Plaats  | Naam                 | Ploeg                         | Tijd    |
| ------- | -------------------- | ----------------------------- | ------- |
| Winnaar | Kevin Pauwels        | Sunweb-Napoleon Games         | 59'33"  |
| 2       | Lars van der Haar    | Giant-Shimano DT              | + 15"   |
| 3       | Tom Meeusen          | Telenet-Fidea                 | + 29"   |
| 4       | Mathieu van der Poel | BKCP-Powerplus                | + 44"   |
| 5       | Jens Adams           | Vastgoedservice-Golden Palace | + 48"   |
| 6       | Klaas Vantornout     | Sunweb-Napoleon Games         | + 58"   |
| 7       | Corné van Kessel     | Telenet-Fidea                 | + 1'05" |
| 8       | Sven Nys             | Crelan-AA Drink               | + 1'21" |
| 9       | Rob Peeters          | Vastgoedservice-Golden Palace | + 1'52" |
| 10      | Thijs van Amerongen  | Telenet-Fidea                 | + 1'54" |

| Pos. | Punten |
| ---- | ------ |
| 1    | 40     |
| 2    | 30     |
| 3    | 20     |
| 4    | 15     |
| 5    | 10     |
| 6    | 8      |
| 7    | 6      |
| 8    | 4      |
| 9    | 2      |
| 10   | 1      |

2000 ·
2001 ·
2002 ·
2003 ·
2004 ·
2005 ·
2006 ·
2007 ·
2008 ·
2009 ·
2010 ·
2011 ·
2012 ·
2013 ·
2014 ·
2015 ·
2016
 Cyclocross Gieten · 
 Cyclocross Zonhoven · 
 Cyclocross Ruddervoorde · 
 Cyclocross Asper-Gavere · 
 GP Région Wallonne · 
 Cyclocross Diegem · 
 Vlaamse Aardbeiencross · 
 Noordzeecross